# ハンス・シュリーゲル
ハンス・ウィルヘルム・シュリーゲル(Hans Wilhelm Schlegel、1951年8月3日 - )は、ドイツの物理学者、欧州宇宙機関の宇宙飛行士であり、アメリカ航空宇宙局のスペースシャトルのミッションで2度の宇宙飛行を行った。

## 生い立ち
1951年8月3日にユーバーリンゲンで生まれた。交換留学生としてアイオワ州カウンシルブラフスのルイス・セントラル高校を卒業し、母国に帰ってアーヘン工科大学で物理学を学んだ。学位を取った後、半導体の研究を行い、その後1980年代末にドイツ航空宇宙センターで宇宙飛行士の訓練を行った。彼は1993年のSTS-55にペイロードスペシャリストとして搭乗し、ドイツが出資したスペースラブのD-2モジュールを運んだ。

## ESAでのキャリア
1995年から1997年まで、彼はドイツとロシアによるミールのミッションのバックアップとしての訓練を受け、その後ロシアでミール搭乗のための追加の訓練を受けた。1998年に、彼はEuropean Astronaut Corpsのメンバーとなった。
シュリーゲルは、STS-122でミッションスペシャリストを務めた。このミッションは、コロンバスを軌道まで運び、国際宇宙ステーション(ISS)に接続するために行われたものだった。
シュリーゲルは、2008年2月10日に船外活動を行い、コロンバスをISSに接続する準備を行うこととなっていた。この船外活動は、シュリーゲルの健康上の問題のため、翌日まで延期されたと言われている。シュリーゲルの代わりに、スタンリー・ラブが船外活動を行ったが、シュリーゲルは2月13日に行われた2度目の船外活動を行った。船外活動の間、彼はISSのP1トラスの窒素タンクを交換し、コロンバスにトラニオンのカバーをかけた。